# Root (banda)
Root es una banda de black metal originada en 1987 en República Checa. La temática de sus letras trata sorbe la magia y  el satanismo entre otros.

## Historia
Root fue una de las primeras bandas originales antes de la segunda oleada del black metal, siguiendo los pasos de bandas como Bathory y Venom. 
Su estilo se ha ido enfocando cada vez más hasta un black metal épico.

## Discografía
Álbumes de estudio
- Zjevení / The Revelation - 1990
- Hell Symphony - 1991
- The Temple in the Underworld - 1992
- Kärgeräs - 1996
- The Book - 1999
- Black Seal - 2001
- Madness of the Graves - 2003
- Daemon Viam Invenient - 2007
- Heritage of Satan - 2011
- Macabre Eternal - 2011

| Demos - War of Rats - 1988 - Reap of Hell - 1988 - Messengers From Darkness - 1989 - The Trial - 1989 Álbumes en vivo y DVD - Capturing Sweden - Live in Falkenberg - 2005 - Hell Tour 2004 [DVD] - 2004 - Deep in Root [DVD] - 2006 | Recopilatorio - Dema - 2003 Split - Root / Atomizer - 2003 EP - Casilda - 2006 Single - 7 černých jezdců / 666 - 1990 |

## Videografía
- Death Metal Session II - 1988
- The Devil's Diary - 2004

## Miembros

### Actuales
- Big Boss (Jirí Walter) - Vocal y batería (en los demos)
- Ashok (Marek Šmerda) - Guitarra
- Evil (René Kostelòák) - Guitarra y batería
- Igor Hubík - Bajo
- Pavel "Paul Dred" Kubat - Batería

### Pasados
Vocal
- Dr. Fe (Robert Krèmáø) (1988-1989)

Guitarras
- Mr. Zet (Zdenìk Odehnal) (1988)
- Mr. Cross (Petr Køíž) (1989)
- Mr. Death (Petr Pálenský) (1989)
- Mr. D.A.N. (Dan Janáèek) (1990-1992)
- Blackie (1987-2004)
- Ales "Poison" Jedonek

Batería
- Black Drum (Rostislav Mozga) (1989-1991) (
- Marek "Deadly" Fryèák (2008-2009)
- Peter Hrnčirík (2009-2010)